# 马尔帕蒂达-德卡塞雷斯
马尔帕蒂达-德卡塞雷斯是西班牙埃斯特雷马杜拉卡塞雷斯省的一个市镇。总面积32平方公里，总人口4324人（2001年），人口密度135人/平方公里。